# Liste de films ayant fait le plus d'entrées en une semaine en France
De 1945 à 1970, la politique d'exploitation d'un film était bien différente de celle beaucoup plus rapide que l'on connait depuis les années 1990. La carrière d'un film s'échelonnait en moyenne sur trois ans, pour passer progressivement dans les années 1970 à un an et dans les années 1980 à six mois. Par comparaison en 2005, il fallait en moyenne cinq semaines à un film pour réaliser 88,9 % de ces entrées. Les meilleures performances sur une semaine appartiennent donc de plus en plus aux films du XXIe siècle.  
Bienvenue chez les Ch'tis, Astérix & Obélix : Mission Cléopâtre, Astérix et Obélix contre César, Les Couloirs du temps : Les Visiteurs 2, Le Seigneur des anneaux : Les Deux Tours, Le Seigneur des Anneaux : Le Retour du Roi, Taxi 2, Les Bronzés 3 : Amis pour la vie, Intouchables, Stars Wars Épisode VII : Le Réveil de La Force,Le Roi Lion, Avatar et Avatar : La Voie de l'eau ont tous les treize réalisé plusieurs semaines au-delà de 2 millions de spectateurs.
Bienvenue chez les Ch'tis, Astérix & Obélix : Mission Cléopatre et Stars Wars épisode VII : Le Réveil de la Force ont tous les trois réalisé plusieurs semaines au-delà de 3 millions d'entrées.

## Liste
| Rang | Titre                                                | Année | Entrées   | Nationalité | Semaine d'exploitation |
| ---- | ---------------------------------------------------- | ----- | --------- | ----------- | ---------------------- |
| 1    | Bienvenue chez les Ch'tis                            | 2008  | 4 378 720 | France      |                        |
| 2    | Bienvenue chez les Ch'tis                            | 2008  | 3 940 634 | France      | 2e semaine             |
| 3    | Les Bronzés 3 - Amis pour la vie                     | 2006  | 3 906 694 | France      |                        |
| 4    | Star Wars, épisode VII : Le Réveil de la Force       | 2015  | 3 801 235 | États-Unis  |                        |
| 5    | Astérix & Obélix : Mission Cléopâtre                 | 2002  | 3 685 097 | France      |                        |
| 6    | Bienvenue chez les Ch'tis                            | 2008  | 3 637 899 | France      | 3e semaine             |
| 7    | Taxi 2                                               | 2000  | 3 478 850 | France      |                        |
| 8    | Avengers: Endgame                                    | 2019  | 3 348 471 | États-Unis  |                        |
| 9    | Star Wars, épisode III : La Revanche des Sith        | 2005  | 3 303 005 | États-Unis  |                        |
| 10   | Le Roi Lion                                          | 2019  | 3 252 896 | États-Unis  |                        |
| 11   | Astérix & Obélix : Mission Cléopâtre                 | 2002  | 3 208 512 | France      | 2e semaine             |
| 12   | Les Aventures de Tintin : Le Secret de La Licorne    | 2011  | 3 158 313 | États-Unis  |                        |
| 13   | Harry Potter et les Reliques de la Mort - 2e partie  | 2011  | 3 129 185 | États-Unis  |                        |
| 14   | Intouchables                                         | 2011  | 3 089 973 | France      | 2e semaine             |
| 15   | Harry Potter et la Coupe de feu                      | 2005  | 3 088 796 | États-Unis  |                        |
| 16   | Avatar : La Voie de l'eau                            | 2022  | 3 010 310 | États-Unis  | 2e semaine             |
| 17   | Astérix aux Jeux Olympiques                          | 2008  | 3 007 811 | France      |                        |
| 18   | Star Wars, épisode VII : Le Réveil de la Force       | 2015  | 3 002 116 | États-Unis  | 2e semaine             |
| 19   | Avatar : La Voie de l'eau                            | 2022  | 2 943 711 | États-Unis  | 3e semaine             |
| 20   | Avatar                                               | 2009  | 2 925 087 | États-Unis  | 2e semaine             |
| 21   | Harry Potter et le Prince de sang-mêlé               | 2009  | 2 882 397 | États-Unis  |                        |
| 22   | Spider-Man: No Way Home                              | 2021  | 2 867 515 | États-Unis  |                        |
| 23   | Le Seigneur des anneaux : Le Retour du roi           | 2003  | 2 852 784 | États-Unis  |                        |
| 24   | La Vérité si je mens ! 2                             | 2001  | 2 830 489 | France      |                        |
| 25   | Spider-Man 3                                         | 2007  | 2 778 533 | États-Unis  |                        |
| 26   | Avatar : La Voie de l'eau                            | 2022  | 2 739 848 | États-Unis  |                        |
| 27   | Harry Potter et la Chambre des secrets               | 2002  | 2 728 766 | États-Unis  |                        |
| 28   | Bienvenue chez les Ch'tis                            | 2008  | 2 720 713 | France      | 4e semaine             |
| 29   | Astérix et Obélix contre César                       | 1999  | 2 718 443 | France      |                        |
| 30   | Astérix & Obélix : Mission Cléopâtre                 | 2002  | 2 709 508 | France      | 3e semaine             |
| 31   | Pirates des Caraïbes : Jusqu'au bout du monde        | 2004  | 2 709 377 | États-Unis  |                        |
| 32   | Pirates des Caraïbes : Le Secret du coffre maudit    | 2006  | 2 708 112 | États-Unis  |                        |
| 33   | Les Couloirs du temps : Les Visiteurs 2              | 1998  | 2 655 916 | France      |                        |
| 34   | Avatar                                               | 2009  | 2 648 596 | États-Unis  |                        |
| 35   | Rien à déclarer                                      | 2011  | 2 587 056 | France      |                        |
| 36   | Avengers Infinity War                                | 2018  | 2 565 953 | États-Unis  |                        |
| 37   | Harry Potter et les reliques de la mort - 1re partie | 2010  | 2 537 450 | États-Unis  |                        |
| 38   | Star Wars, épisode VIII : Les Derniers Jedi          | 2017  | 2 510 462 | États-Unis  |                        |
| 39   | Harry Potter et le Prisonnier d'Azkaban              | 2004  | 2 503 699 | États-Unis  |                        |
| 40   | Harry Potter et l'Ordre du phénix                    | 2007  | 2 486 291 | États-Unis  |                        |
| 41   | Intouchables                                         | 2011  | 2 460 842 | France      | 3e semaine             |
| 42   | Les Bronzés 3 - Amis pour la vie                     | 2006  | 2 453 333 | France      | 2e semaine             |
| 43   | La Ch'tite Famille                                   | 2018  | 2 429 906 | France      |                        |
| 44   | Vaiana 2                                             | 2024  | 2 428 637 | États-Unis  |                        |
| 45   | Star Wars épisode IX : L'Ascension de Skywalker      | 2019  | 2 420 710 | États-Unis  |                        |
| 46   | Twilight - Chapitre 5 : Révélation 2e partie         | 2012  | 2 409 923 | États-Unis  |                        |
| 47   | Le Seigneur des anneaux : Les Deux Tours             | 2002  | 2 404 825 | États-Unis  |                        |
| 48   | L'Âge de glace 3 - Le Temps des dinosaures           | 2009  | 2 403 734 | États-Unis  |                        |
| 49   | Le Roi lion                                          | 2019  | 2 390 595 | États-Unis  | 2e semaine             |
| 50   | Twilight, chapitre II : Tentation                    | 2009  | 2 318 559 | États-Unis  |                        |
| 51   | Harry Potter à l'école des sorciers                  | 2001  | 2 316 734 | Royaume-Uni |                        |
| 52   | Intouchables                                         | 2011  | 2 304 250 | France      | 4e semaine             |
| 53   | Star Wars, épisode I : La Menace fantôme             | 1999  | 2 257 203 | États-Unis  |                        |
| 54   | Jurassic Park                                        | 1993  | 2 256 688 | États-Unis  |                        |
| 55   | Taxi 3                                               | 2003  | 2 251 493 | France      |                        |
| 56   | Shrek 2                                              | 2004  | 2 238 286 | États-Unis  |                        |
| 57   | 2012                                                 | 2009  | 2 212 370 | États-Unis  |                        |
| 58   | Taxi 2                                               | 2000  | 2 206 980 | France      | 2e semaine             |
| 59   | 007 Spectre                                          | 2015  | 2 203 549 | Royaume-Uni |                        |
| 60   | Les Tuche 3                                          | 2018  | 2 201 007 | France      |                        |
| 61   | Avatar                                               | 2009  | 2 200 440 | États-Unis  | 3e semaine             |
| 62   | Skyfall                                              | 2012  | 2 186 681 | Royaume-Uni | 2e semaine             |
| 63   | Les Minions                                          | 2015  | 2 180 461 | États-Unis  |                        |
| 64   | L'Âge de glace 2                                     | 2006  | 2 171 810 | États-Unis  |                        |
| 65   | Fast and Furious 7                                   | 2015  | 2 158 508 | États-Unis  |                        |
| 66   | Qu'est-ce qu'on a encore fait au Bon Dieu ?          | 2019  | 2 153 093 | France      |                        |
| 67   | Supercondriaque                                      | 2014  | 2 151 921 | France      |                        |
| 68   | Men in Black 2                                       | 2002  | 2 141 755 | États-Unis  |                        |
| 69   | La Reine des neiges 2                                | 2019  | 2 137 267 | États-Unis  |                        |
| 70   | Intouchables                                         | 2011  | 2 126 545 | France      |                        |
| 71   | Matrix Revolutions                                   | 2003  | 2 121 172 | États-Unis  |                        |
| 72   | Matrix Reloaded                                      | 2003  | 2 112 676 | États-Unis  |                        |
| 73   | Le Seigneur des anneaux : Le Retour du roi           | 2003  | 2 110 083 | États-Unis  | 2e semaine             |
| 74   | Astérix et Obélix contre César                       | 1999  | 2 108 186 | France      | 2e semaine             |
| 75   | Spider-Man 2                                         | 2004  | 2 100 789 | États-Unis  |                        |
| 76   | Les Couloirs du temps : Les Visiteurs 2              | 1998  | 2 100 221 | France      | 2e semaine             |
| 77   | Le Seigneur des anneaux : Les Deux Tours             | 2002  | 2 091 495 | États-Unis  | 2e semaine             |
| 78   | Jurassic World                                       | 2015  | 2 087 959 | États-Unis  |                        |
| 79   | Cinquante nuances de Grey                            | 2015  | 2 081 638 | États-Unis  |                        |
| 80   | Rambo 2 : La Mission                                 | 1985  | 2 075 238 | États-Unis  |                        |
| 81   | Iron Man 3                                           | 2013  | 2 064 740 | États-Unis  |                        |
| 82   | Le Monde de Nemo                                     | 2003  | 2 056 621 | États-Unis  |                        |
| 83   | Avengers                                             | 2012  | 2 041 362 | États-Unis  |                        |
| 84   | Twilight - Chapitre IV : Révélation 1re partie       | 2011  | 2 018 771 | États-Unis  |                        |
| 85   | Taxi 4                                               | 2007  | 2 010 736 | France      |                        |
| 86   | Star Wars, épisode II : L'Attaque des clones         | 2002  | 2 002 398 | États-Unis  |                        |
| 87   | Twilight, chapitre III : Hésitation                  | 2010  | 2 001 000 | États-Unis  |                        |
| 88   | Intouchables                                         | 2011  | 2 000 208 | France      | 5e semaine             |
| 89   | Le Monde perdu : Jurassic Park                       | 1997  | 1 992 899 | États-Unis  |                        |
| 90   | Le Seigneur des anneaux : La Communauté de l'anneau  | 2001  | 1 978 162 | États-Unis  |                        |
| 91   | Le Seigneur des anneaux : La Communauté de l'anneau  | 2001  | 1 975 260 | États-Unis  | 2e semaine             |
| 92   | Ratatouille                                          | 2007  | 1 951 074 | États-Unis  |                        |
| 93   | La Vérité si je mens ! 3                             | 2012  | 1 944 022 | France      |                        |
| 94   | Lucy                                                 | 2014  | 1 941 424 | France      |                        |
| 95   | Independence Day                                     | 1996  | 1 941 238 | États-Unis  |                        |
| 96   | Vice-versa 2                                         | 2024  | 1 933 523 | États-Unis  |                        |
| 97   | Titanic                                              | 1998  | 1 929 161 | États-Unis  | 2e semaine             |
| 98   | Moi, moche et méchant 3                              | 2017  | 1 928 940 | États-Unis  |                        |
| 99   | Avengers : L'Ère d'Ultron                            | 2015  | 1 926 049 | États-Unis  |                        |
| 100  | Le Pacte des loups                                   | 2001  | 1 924 934 | France      |                        |